# The Right of Way (film 1913)
The Right of Way è un cortometraggio muto del 1913 prodotto e diretto da Archer MacMackin. Tra gli interpreti, in un piccolo ruolo, anche Wallace Beery, qui al suo quarto film.

## Produzione
Il film fu prodotto da Archer MacMackin per la Essanay Film Manufacturing Company. Venne girato a Ithaca, New York.

## Distribuzione
Distribuito dalla General Film Company, il film - un cortometraggio in due bobine - uscì nelle sale cinematografiche statunitensi il 19 settembre 1913.